# 盧卡斯·祖奧
盧卡斯·爱德华多·桑托斯·祖奧（葡萄牙語：Lucas Eduardo Santos João，1993年9月4日—）是安哥拉的職業足球運動員，司職前锋，現效力於中超球队上海海港。安哥拉國家足球隊成員。

## 球會生涯
2015年10月27日，盧卡斯·祖奧在英格蘭聯賽盃第四圏主場 3–0 擊敗阿仙奴的賽事中，打進一球。

## 外部連結
- 盧卡斯·祖奧於ForaDeJogo的個人資料
- Soccerway資料庫：盧卡斯·祖奧